# Polyglyphanodon
Polyglyphanodon sternbergi
Genre
Espèce

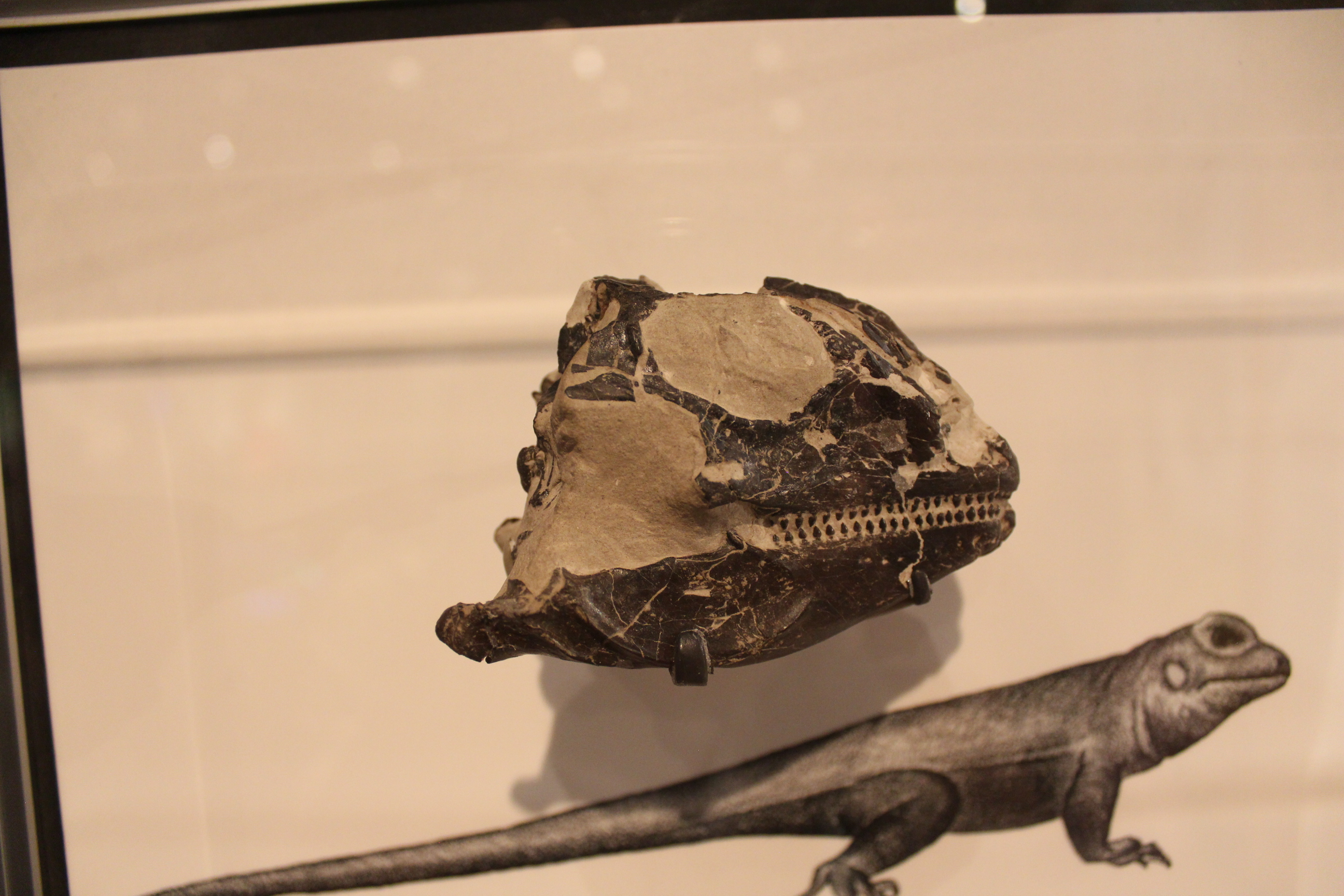
Crâne et restauration au National Museum of Natural History.

Polyglyphanodon est un genre fossile de lézards polyglyphanodontidés originaires de la formation North Horn, datant du Maastrichtien, dans l'Utah, connue grâce à plusieurs squelettes, presque complets ou partiels. Le genre n'est représenté que par une seule espèce, Polyglyphanodon sternbergi. Une seconde espèce, Polyglyphanodon bajaensis, décrite en 1999, a été classée dans le genre Dicothodon en 2007.

## Description
L'espèce se distingue par ses dents entrelacées et orientées transversalement, suggérant un régime herbivore.

## Systématique
Le genre Polyglyphanodon et l'espèce Polyglyphanodon sternbergi ont été décrits en 1940 par Charles W. Gilmore,.

### Étymologie
Le nom générique, Polyglyphanodon, dérive de la combinaison en grec ancien de πολύς (polús), « nombreux », et de ὁδούς (odoús), « dent ».
Son épithète spécifique, sternbergi, a été donnée en l'honneur de Charles Hazelius Sternberg.[réf. nécessaire]

### Publication originale
- (en) Charles W. Gilmore, « New fossil lizards from the Upper Cretaceous of Utah », Smithsonian miscellaneous collections, États-Unis, vol. 99, no 16,‎ 1940, p. 1-3 (ISSN 0096-8749, lire en ligne, consulté le 13 août 2025).